# Hydrangea anomala
Espèce
Classification APG II (2003)
Hydrangea anomala est une espèce du genre Hydrangea originaire d'Asie tropicale (Chine, Inde, Népal, Myanmar). Il est parfois confondu avec Hydrangea petiolaris Siebold & Zucc (1839), un autre hortensia grimpant, originaire d'Asie orientale tempérée.
Synonymes : 
- Hydrangea altissima Wall.,
- Hydrangea anomala subsp. anomala

On compte trois sous-espèces :
- Hydrangea anomala subsp. anomala
- Hydrangea anomala subsp. petiolaris  (Siebold & Zucc.) E. M. McClint. (1956)
- Hydrangea anomala var. sericea C.C. Yang (1982)

Son nom chinois est guàngài xiùqiú 冠盖绣球.

## Description
Hydrangea anomala une plante grimpante caduque, de 2 à 4 mètres de haut, voire plus. Elle s'accroche aux murs ou à un support grâce à des racines-crampons. Ses rameaux gris-brun sont robustes et glabres.
Les feuilles sont vert moyen, larges, ovales à elliptiques, parcheminées, opposées et glabres. Leur marge est densément serrulée. Elles sont portées par un pétiole de 2-8 cm.
En été, la plante produit des inflorescences à petites fleurs fertiles internes blanches, entourées de grandes fleurs stériles portant 4 sépales blancs. Les pétales, soudés par leur extrémité, forme un calyptre. Ils entourent 9 à 18 étamines et 2 (-3) styles.
Le fruit est une capsule en forme d'urne, de 3-4 mm de diamètre.

## Distribution
Cet hydrangea croît naturellement dans les forêts de Chine, à Taïwan, au Japon (Hokkaido, Honshu), en Inde, au Myanmar, Népal, Bhoutan et Sikkim.

## Utilisation
Il s'agit d'une espèce utilisée comme plante grimpante qui se trouve  aisément en France. Elle exige un substrat acide à neutre.
De nombreuses variétés, cultivars et hybrides horticoles sont disponibles, dont :
- Hyndrangea anomala ‘Brookside littel leaf’ (variété plutôt couvre-sol)
- Hydrangea anomala ‘Petiolaris’ (l'hortensia grimpant par excellence)
- Hydrangea anomala ‘Petiolaris firefly. Syn. Mirranda’ (variété panachée)
- Hydrangea × anomala ‘Semiola’ (hybride avec Hydrangea seemanii)

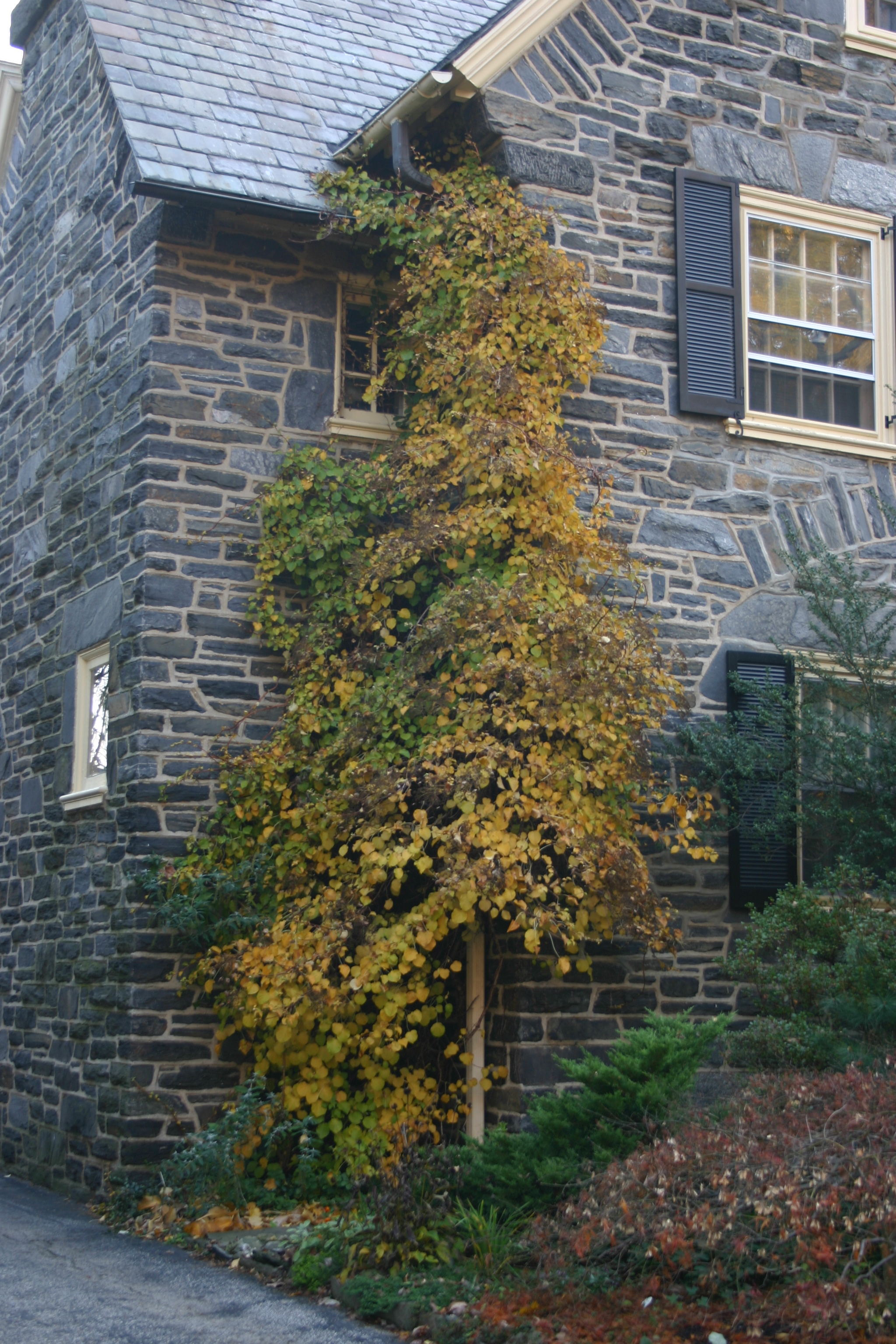
Aspect automnal
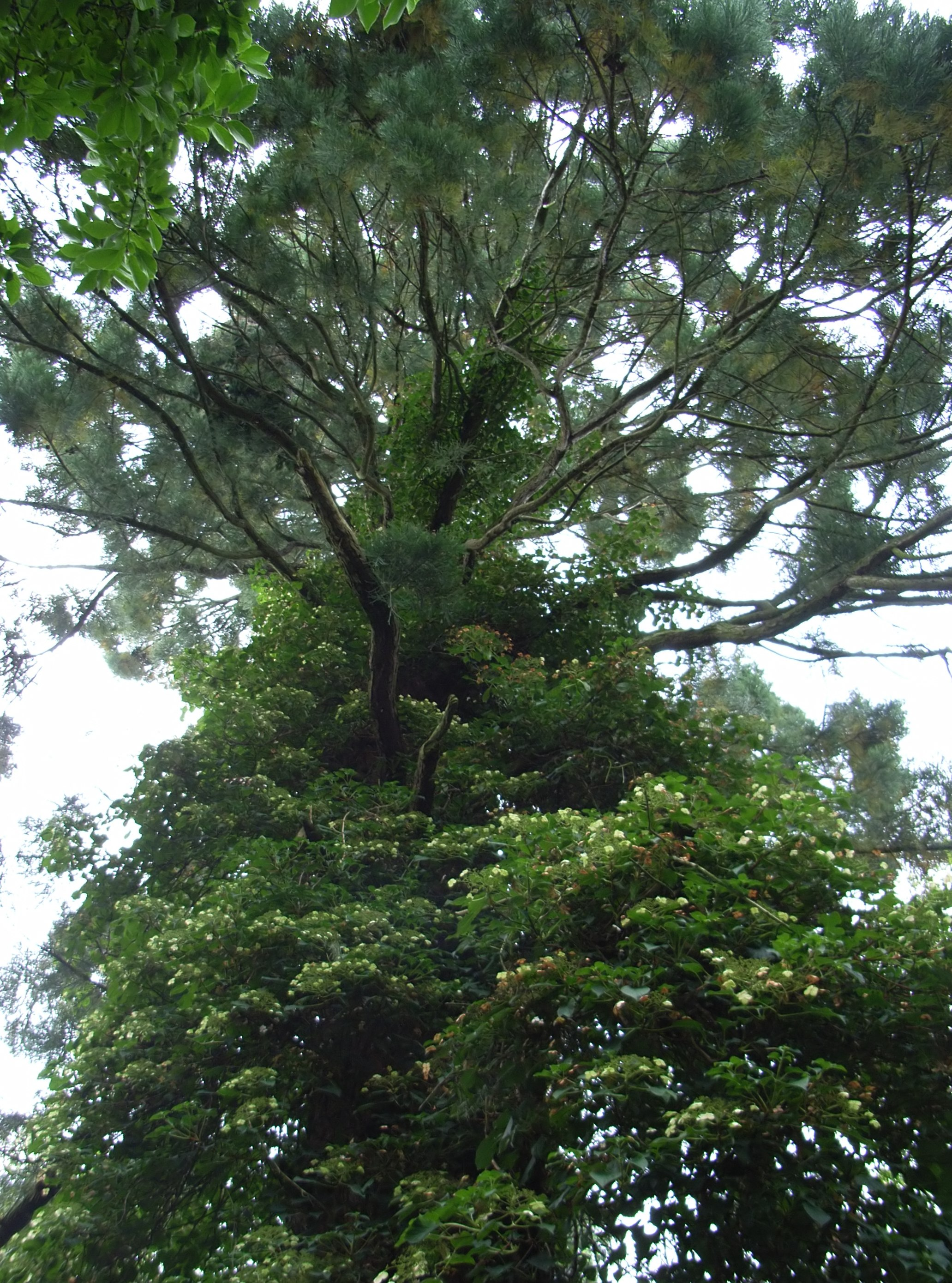
A l'assaut d'un séquoia
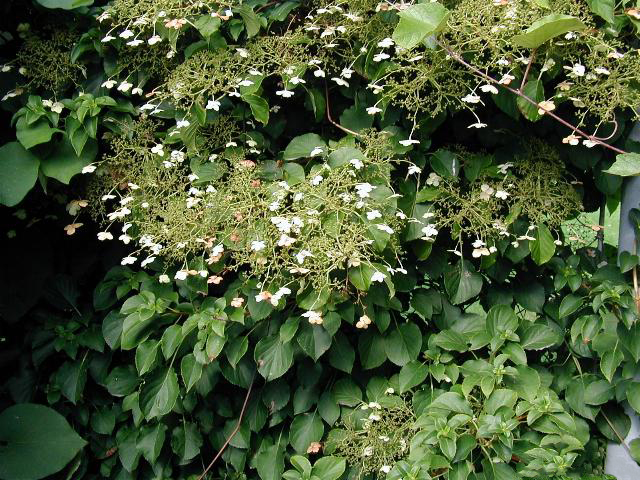
Fleurs
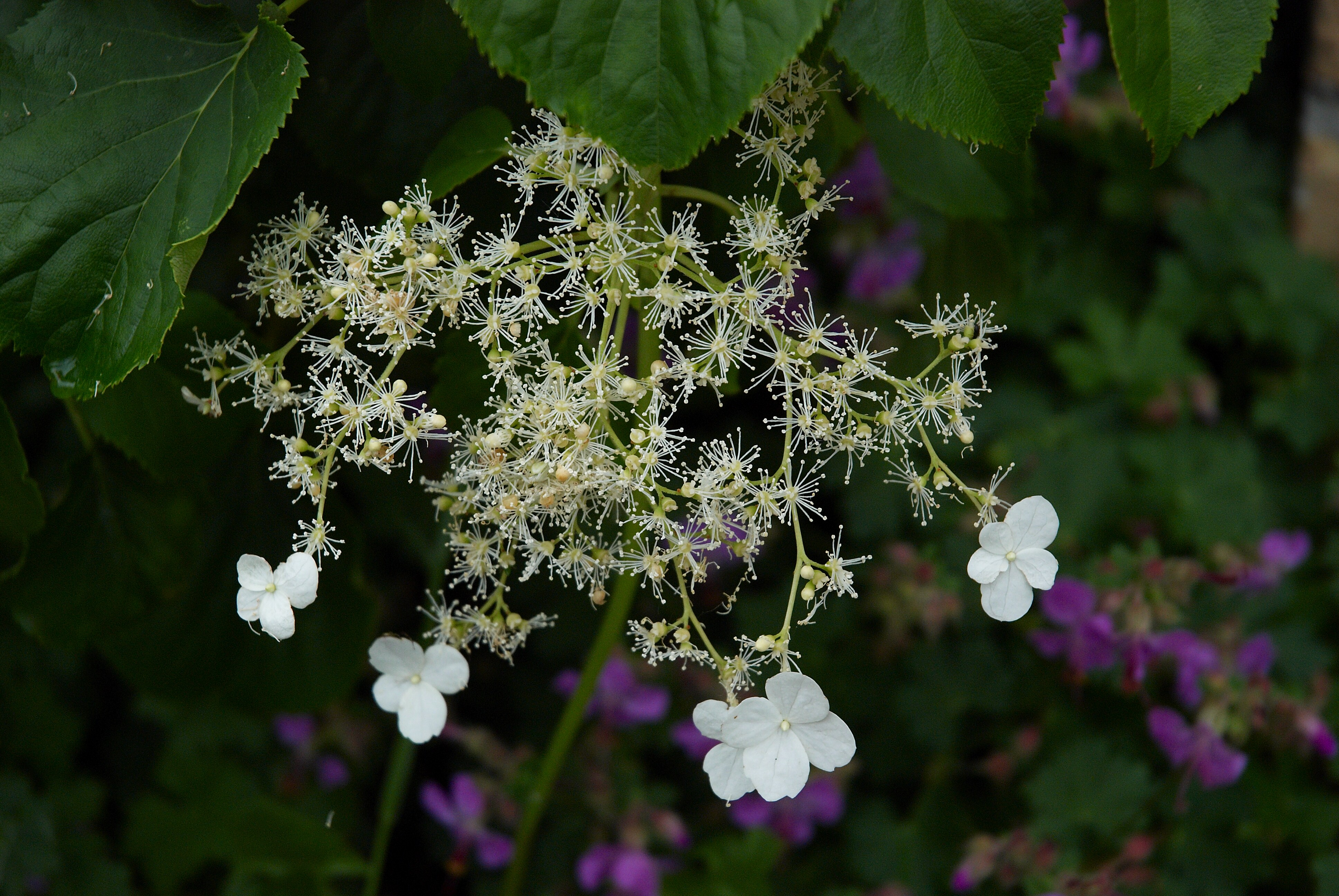
Fleurs